# Алтін Рракллі
Алтін Рракллі (алб. Altin Rraklli, нар. 17 липня 1970, Кавая) — албанський футболіст, що грав на позиції нападника за албанські, німецькі та турецькі клубні команди, а також за національну збірну Албанії. По завершенні ігрової кар'єри — тренер.

## Клубна кар'єра
Народився 17 липня 1970 року в місті Кавая. Вихованець футбольної школи клубу «Беса». Дорослу футбольну кар'єру розпочав 1988 року в основній команді того ж клубу, в якій провів чотири сезони.
1992 року молодого нападника запросив до свої лав німецький друголіговий «Фрайбург». У першому ж сезоні, забивши 16 голів у 37 матчах допоміг новій команді підвищитися у класі і наступні два з половиною сезони провів у Бундеслізі. Щоправда перед стартом в елітному дивізіоні фрайбурзці підсили склад, і албанець став спочатку гравцем ротації, а згодом й резервним нападником.
Тож на початку 1996 року Алтін повернувся до другого німецького дивізіону, де півтора роки провів у берлінській «Герті», а згодом захищав кольори «Унтергахінга». В сезоні 1998/99 допоміг і цій команді здобути путівку до Бундесліги, протягом наступних двох сезонів мав регулярну ігрову практику на цьому рівні, а сезон 2001/02 знову відіграв з «Унтергахінгом» у другому дивізіоні.
2002 року перебрався до «Діярбакирспора», проте у Туреччині не заграв і наступний сезон знову провів у Другій німецькій Бундеслізі, цього разу у складі «Яна» (Регенсбург).
Влітку 2004 року досвідчений нападник повернувся на батьківщину, де в сезоні 2004/05 зробив суттєвий внесок у здобуття «Тираною» титула чемпіонів країни. Наступного року також встиг пограти за рідну «Бесу», після чого оголосив про завершення футбольної кар'єри.
2009 року повертався на футбольне поле і провів декілька ігор за «Баварію» (Гоф) в одній із регіональних баварських ліг.

## Виступи за збірну
1992 року дебютував в офіційних матчах у складі національної збірної Албанії.
Загалом протягом кар'єри в національній команді, яка тривала 14 років, провів у її формі 63 матчі, забивши 11 голів.

## Кар'єра тренера
Остаточно завершивши кар'єру гравця у 2009, перейшов на тренерську роботу, очоливши жіночу команду «Тирана». ґ
Згодом протягом 2011—2016 років тренував жіночу збірну Албанії.
| Дата       | Місто             | Господарі          | Результат | Гості             | Турнір               | Голи | Примітки |
| ---------- | ----------------- | ------------------ | --------- | ----------------- | -------------------- | ---- | -------- |
| 29-1-1992  | Тирана            | Албанія            | 1 – 0     | Греція            | товариський матч     | 1    |          |
| 26-5-1992  | Дублін            | Ірландія           | 2 – 0     | Албанія           | Відбір до ЧС 1994    | -    |          |
| 3-6-1992   | Тирана            | Албанія            | 1 – 0     | Литва             | Відбір до ЧС 1994    | -    | 46'      |
| 9-9-1992   | Белфаст           | Північна Ірландія  | 3 – 0     | Албанія           | Відбір до ЧС 1994    | -    | 44'      |
| 11-11-1992 | Тирана            | Албанія            | 1 – 1     | Латвія            | Відбір до ЧС 1994    | -    |          |
| 17-2-1993  | Тирана            | Албанія            | 1 – 2     | Північна Ірландія | Відбір до ЧС 1994    | 1    |          |
| 26-5-1993  | Тирана            | Албанія            | 1 – 2     | Ірландія          | Відбір до ЧС 1994    | -    | 84'      |
| 2-6-1993   | Копенгаген        | Данія              | 4 – 0     | Албанія           | Відбір до ЧС 1994    | -    |          |
| 14-5-1994  | Тетово            | MKD 1991-1995      | 5 – 1     | Албанія           | товариський матч     | 1    |          |
| 16-11-1994 | Тирана            | Албанія            | 1 – 2     | Німеччина         | Відбір до ЧЄ 1996    | -    |          |
| 14-12-1994 | Тирана            | Албанія            | 0 – 1     | Грузія            | Відбір до ЧЄ 1996    | -    |          |
| 18-12-1994 | Кайзерслаутерн    | Німеччина          | 2 – 1     | Албанія           | Відбір до ЧЄ 1996    | 1    |          |
| 29-3-1995  | Тирана            | Албанія            | 3 – 0     | Молдова           | Відбір до ЧЄ 1996    | -    |          |
| 26-4-1995  | Тбілісі           | Грузія             | 2 – 0     | Албанія           | Відбір до ЧЄ 1996    | -    |          |
| 7-6-1995   | Кишинів           | Молдова            | 2 – 3     | Албанія           | Відбір до ЧЄ 1996    | -    | 86'      |
| 6-9-1995   | Тирана            | Албанія            | 1 – 1     | Болгарія          | Відбір до ЧЄ 1996    | 1    |          |
| 7-10-1995  | Софія             | Болгарія           | 3 – 0     | Албанія           | Відбір до ЧЄ 1996    | -    |          |
| 15-11-1995 | Тирана            | Албанія            | 1 – 1     | Уельс             | Відбір до ЧЄ 1996    | -    |          |
| 14-8-1996  | Марусі            | Греція             | 2 – 1     | Албанія           | товариський матч     | -    | 79'      |
| 9-10-1996  | Тирана            | Албанія            | 0 – 3     | Португалія        | Відбір до ЧС 1998    | -    |          |
| 9-11-1996  | Тирана            | Албанія            | 1 – 1     | Вірменія          | Відбір до ЧС 1998    | -    | 68'      |
| 14-12-1996 | Белфаст           | Північна Ірландія  | 2 – 0     | Албанія           | Відбір до ЧС 1998    | -    |          |
| 29-3-1997  | Гранада           | Албанія            | 0 – 1     | Україна           | Відбір до ЧС 1998    | -    |          |
| 2-4-1997   | Гранада           | Албанія            | 2 – 3     | Німеччина         | Відбір до ЧС 1998    | -    |          |
| 20-8-1997  | Київ              | Україна            | 1 – 0     | Албанія           | Відбір до ЧС 1998    | -    |          |
| 6-9-1997   | Єреван            | Вірменія           | 3 – 0     | Албанія           | Відбір до ЧС 1998    | -    | 88'      |
| 21-1-1998  | Анталія           | Туреччина          | 1 – 4     | Албанія           | товариський матч     | 2    | 72'      |
| 6-2-1998   | Та-Калі           | Мальта             | 1 – 1     | Албанія           | Турнір Rothmans 1998 | -    |          |
| 8-2-1998   | Та-Калі           | Албанія            | 0 – 3     | Грузія            | Турнір Rothmans 1998 | -    | 74'      |
| 10-2-1998  | Та-Калі           | Албанія            | 2 – 2     | Латвія            | Турнір Rothmans 1998 | -    | 46'      |
| 19-8-1998  | Нікосія           | Кіпр               | 3 – 2     | Албанія           | товариський матч     | -    | 46'      |
| 5-9-1998   | Тбілісі           | Грузія             | 1 – 0     | Албанія           | Відбір до ЧЄ 2000    | -    |          |
| 14-10-1998 | Осло              | Норвегія           | 2 – 2     | Албанія           | Відбір до ЧЄ 2000    | -    | 46'      |
| 18-11-1998 | Шкодер            | Албанія            | 0 – 0     | Греція            | Відбір до ЧЄ 2000    | -    |          |
| 28-4-1999  | Лієпая            | Латвія             | 0 – 0     | Албанія           | Відбір до ЧЄ 2000    | -    | 81'      |
| 5-6-1999   | Шкодер            | Албанія            | 1 – 2     | Норвегія          | Відбір до ЧЄ 2000    | -    | 46'      |
| 9-6-1999   | Шкодер            | Албанія            | 0 – 1     | Словенія          | Відбір до ЧЄ 2000    | -    | 81'      |
| 18-8-1999  | Любляна           | Словенія           | 2 – 0     | Албанія           | Відбір до ЧЄ 2000    | -    | 58' 60'  |
| 6-10-1999  | Афіни             | Греція             | 2 – 0     | Албанія           | Відбір до ЧЄ 2000    | -    |          |
| 9-10-1999  | Шкодер            | Албанія            | 2 – 1     | Грузія            | Відбір до ЧЄ 2000    | 1    | 72'      |
| 26-4-2000  | Прилеп            | Північна Македонія | 1 – 0     | Албанія           | товариський матч     | -    | 46'      |
| 15-8-2000  | Тирана            | Албанія            | 0 – 0     | Кіпр              | товариський матч     | -    | 46'      |
| 2-9-2000   | Гельсінкі         | Фінляндія          | 2 – 1     | Албанія           | Відбір до ЧС 2002    | -    |          |
| 24-3-2001  | Леверкузен        | Німеччина          | 2 – 1     | Албанія           | Відбір до ЧС 2002    | -    | 63'      |
| 28-3-2001  | Шкодер            | Албанія            | 1 – 3     | Англія            | Відбір до ЧС 2002    | 1    | 89'      |
| 1-9-2001   | Шкодер            | Албанія            | 0 – 2     | Фінляндія         | Відбір до ЧС 2002    | -    | 64'      |
| 5-9-2001   | Ньюкасл-апон-Тайн | Англія             | 2 – 0     | Албанія           | Відбір до ЧС 2002    | -    | 62'      |
| 5-1-2002   | Манама            | Північна Македонія | 0 – 0     | Албанія           | товариський матч     | -    |          |
| 7-1-2002   | Манама            | Фінляндія          | 1 – 1     | Албанія           | товариський матч     | -    | 46'      |
| 27-3-2002  | Тирана            | Албанія            | 1 – 0     | Азербайджан       | товариський матч     | -    |          |
| 17-4-2002  | Андорра-ла-Велья  | Андорра            | 2 – 0     | Албанія           | товариський матч     | -    | 54'      |
| 29-3-2003  | Шкодер            | Албанія            | 3 – 1     | Росія             | Відбір до ЧЄ 2004    | 1    | 70'      |
| 2-4-2003   | Шкодер            | Албанія            | 0 – 0     | Ірландія          | Відбір до ЧЄ 2004    | -    | 69'      |
| 30-4-2003  | Софія             | Болгарія           | 2 – 0     | Албанія           | товариський матч     | -    | 46'      |
| 7-6-2003   | Дублін            | Ірландія           | 2 – 1     | Албанія           | Відбір до ЧЄ 2004    | -    | 85'      |
| 11-6-2003  | Лансі             | Швейцарія          | 3 – 2     | Албанія           | Відбір до ЧЄ 2004    | -    | 62'      |
| 10-9-2003  | Тирана            | Албанія            | 3 – 1     | Грузія            | Відбір до ЧЄ 2004    | -    | 58'      |
| 11-10-2003 | Лісабон           | Португалія         | 5 – 3     | Албанія           | товариський матч     | -    | 73'      |
| 15-11-2003 | Тирана            | Албанія            | 2 – 0     | Естонія           | товариський матч     | -    | 46'      |
| 18-2-2004  | Тирана            | Албанія            | 2 – 1     | Швеція            | товариський матч     | -    | 46'      |
| 18-8-2004  | Лімасол           | Кіпр               | 2 – 1     | Албанія           | товариський матч     | 1    | 46'      |
| 13-10-2004 | Алмати            | Казахстан          | 0 – 1     | Албанія           | Відбір до ЧС 2006    | -    | 87'      |
| 30-3-2005  | Пірей             | Греція             | 2 – 0     | Албанія           | Відбір до ЧС 2006    | -    | 46'      |
| Усього     |                   | Матчів             | 63        |                   | Голів                | 11   |          |

## Титули і досягнення
- Чемпіон Албанії (1):

«Тирана»: 2004–2005
- Володар Суперкубка Албанії (1):

«Тирана»: 2005